# Пащенко, Ефим Александрович
Ефим Александрович Пащенко (13 апреля 1905 года, дер. Ракитовка, ныне Ирбейский район, Красноярский край — 1 декабря 1972 года, Минск) — советский военный деятель, полковник (1943 год).

## Начальная биография
Родился 13 апреля 1905 года в деревне Ракитовка ныне Ирбейского района Красноярского края.

## Военная служба

### Довоенное время
В ноябре 1927 года был призван в ряды РККА и направлен красноармейцем в 2-й Нерчинский стрелковый полк (ОКДВА), вскоре был назначен на должность командира отделения. В июле 1929 года в составе принимал участие в боевых действиях на КВЖД, а в ноябре был направлен на учёбу на Иркутские курсы подготовки командиров РККА, после окончания которых был направлен в 118-й стрелковый полк (40-я стрелковая дивизия), где служил на должностях командира взвода и роты. С мая 1936 года служил в 119-м стрелковом полку этой же дивизии на должностях командира разведывательной роты, начальника штаба и командира батальона, помощника начальника штаба полка. С июля по август 1938 года принимал участие в боевых действиях у озера Хасан.
В октябре 1938 года был назначен на должность начальника 2-й части штаба 1-й отдельной Владивостокской стрелковой бригады (1-я Отдельная Краснознамённая армия).
В июле 1940 года был направлен на учёбу в Военную академию имени М. В. Фрунзе, после окончания которой в мае 1941 года был направлен в Высшую спецшколу Генштаба Красной Армии.

### Великая Отечественная война
С началом войны Пащенко продолжил учёбу в спецшколе, после окончания которой в марте 1942 года был назначен на должность начальника штаба 31-й стрелковой бригады (Калининский фронт), в конце того же месяца — на должность помощника начальника оперативного отдела, в мае — на должность начальника штаба 2-го гвардейского стрелкового корпуса, а в декабре — на должность начальника штаба 33-й стрелковой дивизии, которая принимала участие в боевых действиях в ходе Великолукской наступательной операции.
В январе 1943 года вновь был назначен на должность начальника штаба 2-го гвардейского стрелкового корпуса, а в октябре — на должность начальника штаба 83-го стрелкового корпуса, который принимал участие в боевых действиях в ходе Смоленской и Невельской наступательных операциях, а затем вёл наступательные боевые действия на витебском направлении. В конце декабря корпус участвовал в ходе Городокской наступательной операции, после окончания которой вёл оборонительные боевые действия в районе городе Невель. С 1 по 7 апреля 1944 года полковник Пащенко временно командовал корпусом, после чего корпус участвовал в ходе Витебско-Оршанской, Полоцкой и Шяуляйской наступательных операциях.
В сентябре был назначен на должность командира 360-й стрелковой дивизии, которая принимала участие в боевых действиях в ходе Рижской и Мемельской наступательных операций, а также в блокаде группировки войск противника на Курляндском полуострове.

### Послевоенная карьера
После окончания войны находился на прежней должности.
В феврале 1946 года был направлен на учёбу в Высшую военную академию имени К. Е. Ворошилова, после окончания которой в апреле 1948 года назначен на должность начальника отдела оперативной подготовки оперативного управления штаба Ленинградского военного округа, в марте 1950 года — на должность начальника оперативного отдела оперативного управления Группы советских войск в Германии, в ноябре 1952 года — на эту же должность в Прикарпатском военном округе, а в 1953 году — на должность начальника штаба 41-го стрелкового корпуса (Беломорский военный округ).
Полковник Ефим Александрович Пащенко с 1955 года состоял в распоряжении 10-го управления Генштаба и в январе 1959 года вышел в запас.
Умер 20 ноября 1972 года в Москве. Похоронен на Ваганьковском кладбище.

## Награды
- Орден Ленина (21.08.1953)[3]
- Орден Красного Знамени (25.10.1938)[3]
- Орден Красного Знамени (24.06.1948)[3]
- Орден Кутузова 2 степени (30.07.1944)[3]
- Орден Александра Невского (06.06.1945)[3]
- Орден Отечественной войны 1 степени (29.04.1943)[3]
- Орден Красной Звезды (03.11.1944)[3]
- Медаль За оборону Москвы (01.05.1944)[3]
- Медаль За победу над Германией в Великой Отечественной войне 1941—1945 гг. (09.05.1945)[3]